# 長崎真純
長崎 真純（ながさき ますみ）は、日本の元子役。
80年代から90年代初頭、映画やテレビドラマで活躍した。

## 出演作品
映画
- ZIPANG（1990年、東宝） - 菊丸 役
- あいつ（1991年、アルゴプロジェクト） - 北島 役

テレビドラマ
- 東芝日曜劇場「七年目の夫婦」（1982年、CBC）
- ナショナル劇場 「大岡越前」 - 第6部 - 第21話「心の病の荒療治」（1982年、TBS） -  芳之助 役
- ナショナル劇場「 水戸黄門」 - 第14部 - 第27話「殿様を泣かせた娘」（1984年、TBS） -  市太 役
- ザ・ハングマン4 - 第24話「落ちこぼれ小学生が密売組織と勝負する!」（1985年、朝日放送）
- うちの子にかぎって… - 第2期（1985年、TBS） -  山脇健次 役
- 毎度おさわがせします パート2（1985年 - 1986年、TBS） -  野々村淳 役
- うちの子にかぎって…スペシャル（1986、TBS） -  山脇健次 役
- 妻たちの課外授業II（1986年、日本テレビ） -  松村圭太 役
- うちの子にかぎって…スペシャル2（1987年、TBS） -  山脇健次 役
- 木曜ゴールデンドラマ「母と妻のあいだで」（1987年、読売テレビ）
- ドラマスペシャル「マドンナ先生はロックンローラー！」（1987年、テレビ朝日）
- ドラマスペシャル「虹のある部屋」（1988年、NHK）
- はいすくーる落書 パート2（1990年、TBS） -  神原安春 役
- 3年B組金八先生スペシャルVIII「卒業アルバム」（1990年、TBS） -  仁史 役
- 大河ドラマ「信長 KING OF ZIPANGU」 - 第1話「ジパング」（1992年、NHK） - 佐藤洋匡（千々石ミゲル） 役
- お茶の間（1993年、読売テレビ）
- 素晴らしきかな人生 - 第1話「決して恋をしない女」（1993年、フジテレビ） - 永沢邦生（青年時代） 役